# Vonatbefolyásoló berendezés
A vonatbefolyásoló berendezések az emberi, valamint műszaki hibából fakadó balesetek, vonatütközések, kisiklások megelőzése. Működése során a kapott jelek (pl. pályáról, rádión keresztül stb.) alapján felügyeli a vonat mozgását és a mozdonyvezető tevékenységét, szükség esetén, mint a sebességhatár túllépésekor vagy „Megállj!” jelzést adó jelző meghaladásakor beavatkozik, a vonatot a megfelelő sebesség eléréséig lelassíthatja, de a lehető legrövidebb fékúton meg is állíthatja azt. Hagyományosan a vonatbefolyás berendezései elkülönülnek a vonat vezetéséhez szükséges további berendezésektől.

## Kiépítés

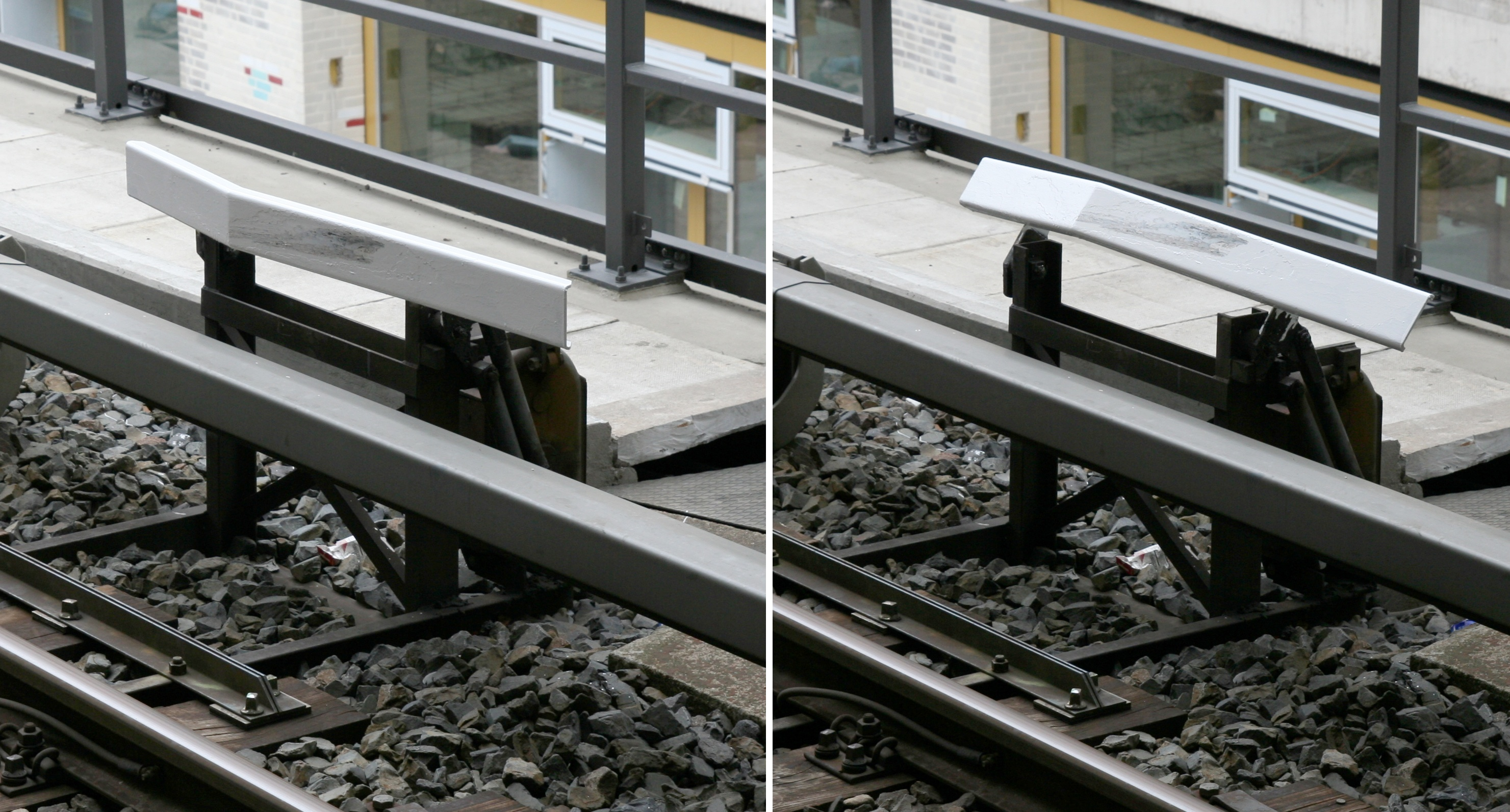
Autostop ütőkarja a két végállásában, a berlini S-Bahnon

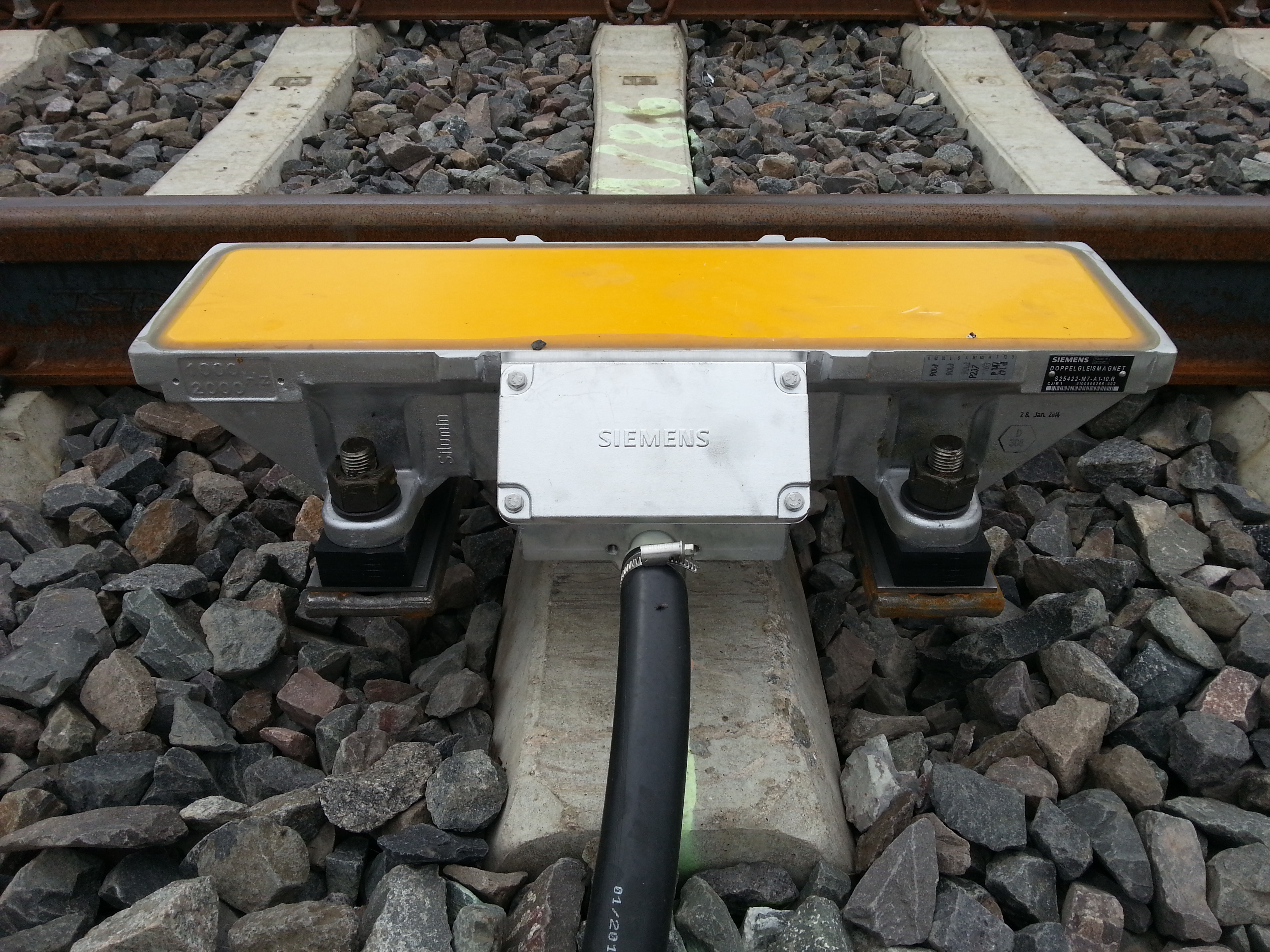
PZB rezonátor a pálya mentén

### Autostop
Az autostop a vonatbefolyásolás egyik legrégebbi módja, de számos helyen a mai napig használatban van, többek között a budapesti (M3-as vonalon), New York-i, londoni metróhálózaton, valamint a berlini S-Bahnon. Az autostoppal ellátott pályákon a jelzők mellé egy állítható kart, úgynevezett ütőkart telepítenek. Amennyiben a jelzőn továbbhaladást megtiltó jelzés van, az ütőkar függőleges állásban van. Amennyiben egy vonat a jelző „Megállj!” jelzését meghaladja, az ütőkar az elhaladó szerelvény alján nekiütődik egy szelepnek, ezáltal megnyitja azt, amin keresztül a légfék fővezetékéből azon keresztül kiszökik a levegő, ami kényszerfékezést eredményez a vonatnál. A jelző szabad jelzésénél ez az ütőkar a pálya mellé van fordítva, így az áthaladó vonat szelepjének akkor nem tud nekiütközni.

## Típusok

### Nemzetközi rendszerek
- Európai Vonatbefolyásoló Rendszer (nagyvasút)
- kommunikációs alapú vonatvezérlő rendszer (gyorsvasút)

### Nemzeti rendszerek
A nemzeti vonatbefolyásoló berendezések az adott ország nemzeti szabályozásai alá esnek. Az Európai Területén kitűzött cél az egységes vonatbefolyásoló rendszer kiépítése, így a nemzeti rendszereket ilyen szempontból B. besorolású rendszereknek is nevezik.
| Ország                                      | Rendszer                      |
| ------------------------------------------- | ----------------------------- |
| Amerikai Egyesült Államok                   | ATP                           |
| Ausztria                                    | PZB, LZB, Indusi, ETCS        |
| Belgium                                     | Crocodile, TBL, TVM           |
| Bulgária                                    | Ebicab 700                    |
| Csehország                                  | LS 90                         |
| Dánia                                       | ZUB 123                       |
| Egyesült Királyság                          | ATP, TPWS, AWS                |
| Egyesült Királyság Channel Tunnel Rail Link | TTVM                          |
| Észtország                                  | ALSN                          |
| Fehéroroszország                            | ALSN                          |
| Finnország                                  | ATP-VR/RHK {JKV}              |
| Franciaország                               | Crocodile, KVB, TVM           |
| Hollandia                                   | ATB                           |
| Írország                                    | ATP, CAWS                     |
| Japán                                       | ATC                           |
| Kelet-Európa                                | Mirel                         |
| Lengyelország                               | SHP                           |
| Litvánia                                    | ALSN                          |
| Luxemburg                                   | Crocodile, MEMOR II+          |
| Magyarország                                | EVM, EÉVB, ETCS               |
| Norvégia                                    | ATC, SHP                      |
| Németország                                 | Indusi / PZB, LZB, ETCS       |
| Olaszország                                 | RSDD/SCMT, BACC, RS4 Codici   |
| Oroszország                                 | ALSN                          |
| Portugália                                  | Ebicab 700                    |
| Románia                                     | PZB / Indusi                  |
| Spanyolország                               | ASFA, LZB, Ebicab 900, SELCAB |
| Svájc                                       | Integra-Signum ZUB 121, ETCS  |
| Svédország                                  | ATC, Ebicab 700               |
| Szlovákia                                   | LS                            |

## Fordítás
- Ez a szócikk részben vagy egészben  a   Train protection system című angol Wikipédia-szócikk ezen változatának fordításán alapul.  Az eredeti cikk szerkesztőit annak laptörténete sorolja fel. Ez a jelzés csupán a megfogalmazás eredetét és a szerzői jogokat jelzi, nem szolgál a cikkben szereplő információk forrásmegjelöléseként.